# 馬彜
馬彜（1371年—？），字秉彝，平燕北平府永清縣永安鎮人，民籍，明朝政治人物。同進士出身。

## 生平
國子生，洪武二十三年（1390年）庚午科鄉試第一百九十九名舉人。建文二年（1400年）庚辰科進士。官至河南聞縣知縣。

## 家族
曾祖父馬良卿、祖父馬士祥，父亲馬時中。